# Elaeocarpus knuthii
Elaeocarpus knuthii är en tvåhjärtbladig växtart. Elaeocarpus knuthii ingår i släktet Elaeocarpus och familjen Elaeocarpaceae.

## Underarter
Arten delas in i följande underarter:
- E. k. cuspidatus
- E. k. knuthii